# 제갈맹순이
제갈맹순이는 1978년 공개된 대한민국의 영화이다.

## 배역
- 김보연
- 이대근
- 나기수

## 수상
- 1978년 제17회 대종상
  - 신인여우상 - 김보연